# Daniel Martín (Schauspieler)
José Daniel Martínez Martínez (auch Dan Martin; * 12. Mai 1935 in Cartagena; † 28. September 2009 in Saragossa) war ein spanischer Schauspieler.

## Leben
Martín, der seit früher Jugend in Saragossa lebte, begann seine Filmkarriere 1962 in La spada del Cid und wurde schnell zu einem häufigen Darsteller in Italowestern. Neben seiner Rolle als Julio in Für eine Handvoll Dollars wurde er dabei wiederholt als Indianer besetzt, so als Uncas in beiden 1965 entstandenen Verfilmungen von Coopers Roman. Ab den 1980er Jahren spielte er etliche seiner nahezu 80 Rollen auch für das Fernsehen.
Er wurde oft als Dan Martin geführt.

## Filmografie (Auswahl)
- 1963: Los Tarantos
- 1963: Drei gegen Sacramento (Gringo)
- 1964: Für eine Handvoll Dollar (Per un pugno di Dollari)
- 1965: Lederstrumpf – Der letzte Mohikaner (Uncas, el fin de una raza)
- 1965: Der letzte Mohikaner
- 1965: Sancho – dich küßt der Tod (Sette magnifiche pistole)
- 1965: Sie nannten ihn Gringo
- 1967: Mehr tot als lebendig (Un minuto per pregare, un istante per morire)
- 1967: Perry Rhodan – SOS aus dem Weltall (…4 …3 …2 …1 …morte)
- 1968: An einem Freitag in Las Vegas (Las Vegas, 500 millones)
- 1971: Black Beauty (Black Beauty)
- 1971: Knie nieder und friß Staub (Anda muchacho, spara!)
- 1971: Matalo (…y seguian robandose el millon de dolares)
- 1971: Vamos a matar Sartana
- 1972: Ein Einsamer kehrt zurück (El retorno de Clint el Solitario)
- 1972: Judas… ¡toma tus monedas!
- 1972: Ninguno de los tres se llamaba Trinidad
- 1972: Zwei ausgekochte Halunken (La caza de oro)
- 1973: Tote Zeugen singen nicht (La polizia incrimina la legge assolve)
- 1973: Wolfsblut (Zanna Bianca)
- 1974: Zehn Cowboys und ein Indianerboy (Dieci bianci uccisi da un piccolo Indiano)
- 1975: Das Tal der tanzenden Witwen
- 1978: La ciudad maldita
- 1981: Die Reise zur Insel des Grauens (Misterio en la isla de los monstruos)